# Pere Pau Muntanya
Pere Pau Muntanya (Barcelona, 1749-1803) fue un pintor tardobarroco español. 

## Biografía
Discípulo de Josep Llanes, estudió con Francesc Tramulles. En 1775 consiguió la plaza de ayudante de director de la escuela de la Lonja. También llegaría a ser miembro de la Real Academia de Bellas Artes de San Carlos de Valencia. Fue director de la Escuela de Nobles Artes, y académico de la Real Academia de Bellas Artes de San Fernando.
Trabajó principalmente para la Iglesia, la nobleza y la burguesía. En el ámbito religioso, siguió el estilo iniciado por Antonio Viladomat: lienzos del, desaparecido en 1936, retablo mayor de la iglesia de Santa María de Mataró, inacabados a su muerte y completados por su yerno, el pintor Joan Giralt, y altar del Sacramento en la Basílica de la Merced de Barcelona. Dedicado con preferencia a la pintura mural, pintó los paneles del retablo de la capilla de Todos los Santos en la Catedral de Barcelona; en Reus se encargó de la decoración del Teatro Municipal (1777) y del salón principal del Palacio Bofarull (1788), y en Barcelona de las decoraciones del edificio de la Aduana (actual Gobierno Civil, 1790), dedicadas al rey Carlos III, así como las del Palacio Episcopal y del edificio de la Lonja. Para familias burguesas decoró las casas del marqués de Palmerola, de Alabau y de Pau Ramon (con el tema La expedición catalana en el Oriente). También cultivó el retrato (Retrato del intendente Manuel de Terán, barón de la Linde, Real Academia Catalana de Bellas Artes de San Jorge), el paisaje y los temas populares. 

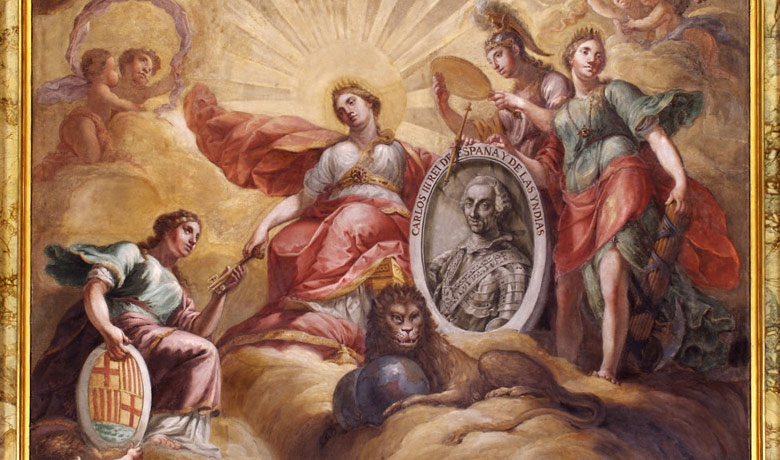
Alegoría del poder real, pintura mural, Barcelona, Casa Llotja de Mar, salón del consulado
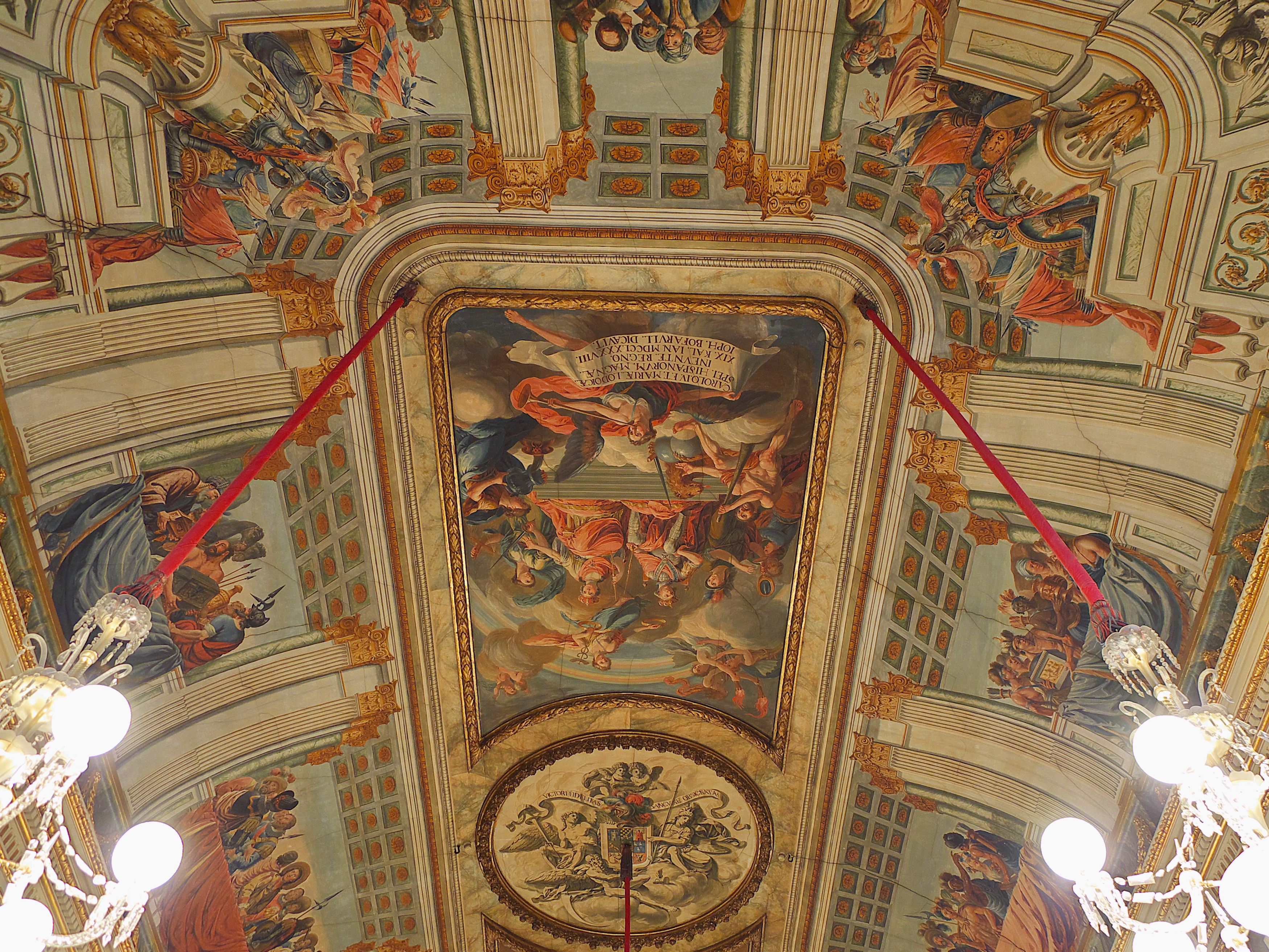
Pintura del techo del salón principal del Palacio Bofarull realizada por Pere Pau Muntanya y Joseph Flaugier (1790)
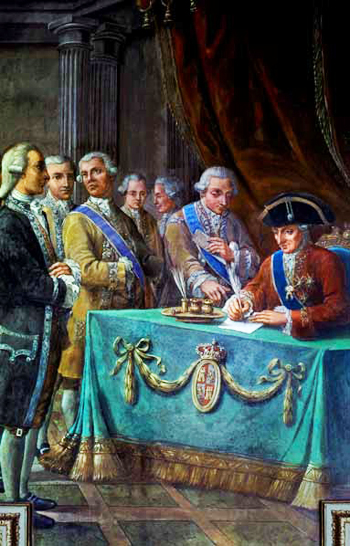
Carlos III firma el Decreto de libre comercio con América en 1778